# Alexandria Loutitt
Alexandria Loutitt, född 7 januari 2004 i Calgary med rötter från Inuvik, är en kanadensisk backhoppare. Med det kanadensiska laget (Matthew Soukup, Abigail Strate och Mackenzie Boyd-Clowes) så tog hon överraskande brons i den mixade lagtävlingen i de olympiska vinterspelen 2022 i Peking. Senare samma år tog hon bronsmedaljen i Juniorvärldsmästerskapen i nordisk skidsport 2022 i Zakopane. Hennes bästa individuella placering i världscupen i backhoppning är en elfte plats ifrån Oberhof, Tyskland i mars 2022.
Eftersom Calgarys backhoppningsanläggning inte är i funktionsdugligt skick så bor och tränar Loutitt och resten av de kanadensiska backhoppningslandslaget i Planica i Slovenien.